# Riddick Bowe
Riddick Lamont Bowe (Brooklyn, 10 agosto 1967) è un ex pugile statunitense.
È stato campione indiscusso dei pesi massimi dal 1992 al 1993, e come dilettante vinse la medaglia d'argento alle olimpiadi estive nel 1988, sempre nella categoria dei massimi. Venne eletto Fighter of the year (pugile dell'anno) dalla rivista statunitense Ring Magazine nel 1992.

## Carriera da professionista
Soprannominato "Big Daddy" per la sua stazza imponente, è stato pugile professionista dal 1989 al 2008. Concluse la carriera con un importante score di 43 vittorie (33 KO), 1 sola sconfitta e nessun pareggio. Viene ricordato principalmente per la sua faida con un altro campione dei pesi massimi, Evander Holyfield, con il quale disputò tre incontri. Il primo avvenne nel 1992, e vide uscire vincitore Bowe, dopo un incredibile scontro tra i due, conclusosi ai punti. L'anno successivo, nel 1993, ci fu il secondo incontro, che vide uscire vincitore, questa volta, Evander Holyfield, sempre ai punti. Il terzo e ultimo incontro avvenne nel 1995. Il match fu meno combattuto degli altri, dato che vinse di nuovo Bowe per KO all'ottavo round. 

## Risultati nel pugilato
| N. | Risultato | Record   | Avversario          | Tipo | Round, tempo | Data              | Località                             | Note                                                              |
| -- | --------- | -------- | ------------------- | ---- | ------------ | ----------------- | ------------------------------------ | ----------------------------------------------------------------- |
| 45 | Vittoria  | 43-1 (1) | Gene Pukall         | UD   | 8            | 13 dicembre 2008  | Mannheim, Germania                   |                                                                   |
| 44 | Vittoria  | 42-1 (1) | Billy Zumbrun       | SD   | 10           | 7 aprile 2005     | Temecula, Stati Uniti d'America      |                                                                   |
| 43 | Vittoria  | 41-1 (1) | Marcus Rhode        | TKO  | 2 (10), 2:45 | 25 settembre 2004 | Shawnee, Stati Uniti d'America       |                                                                   |
| 42 | Vittoria  | 40-1 (1) | Andrzej Gołota      | DQ   | 9 (10), 2:58 | 14 dicembre 1996  | Atlantic City, Stati Uniti d'America |                                                                   |
| 41 | Vittoria  | 39-1 (1) | Andrzej Gołota      | DQ   | 7 (12), 2:37 | 11 luglio 1996    | New York, Stati Uniti d'America      |                                                                   |
| 40 | Vittoria  | 38-1 (1) | Evander Holyfield   | TKO  | 8 (12), 0:58 | 4 novembre 1995   | Paradise, Stati Uniti d'America      |                                                                   |
| 39 | Vittoria  | 37-1 (1) | Jorge Luis González | KO   | 6 (12), 1:50 | 17 giugno 1995    | Paradise, Stati Uniti d'America      | Mantene il titolo WBO dei pesi massimi                            |
| 38 | Vittoria  | 36-1 (1) | Herbie Hide         | KO   | 6 (12), 2:25 | 11 marzo 1995     | Paradise, Stati Uniti d'America      | Vince il titolo WBO dei pesi massimi                              |
| 37 | Vittoria  | 35-1 (1) | Larry Donald        | UD   | 12           | 3 dicembre 1994   | Paradise, Stati Uniti d'America      | Vince il titolo WBC Continental Americas dei pesi massimi         |
| 36 | NC        | 34-1 (1) | Buster Mathis Jr.   | NC   | 4 (10), 2:11 | 13 agosto 1994    | Atlantic City, Stati Uniti d'America |                                                                   |
| 35 | Sconfitta | 34-1     | Evander Holyfield   | MD   | 12           | 6 novembre 1993   | Paradise, Stati Uniti d'America      | Perde il titolo WBA e IBF dei pesi massimi                        |
| 34 | Vittoria  | 34-0     | Jesse Ferguson      | KO   | 2 (12), 0:17 | 22 maggio 1993    | Washington, Stati Uniti d'America    | Mantiene il titolo WBA dei pesi massimi                           |
| 33 | Vittoria  | 33-0     | Michael Dokes       | TKO  | 1 (12), 2:19 | 6 febbraio 1993   | New York, Stati Uniti d'America      | Mantiene il titolo WBA e IBF dei pesi massimi                     |
| 32 | Vittoria  | 32-0     | Evander Holyfield   | UD   | 12           | 13 novembre 1992  | Paradise, Stati Uniti d'America      | Vince il titolo WBA, WBC e IBF dei pesi massimi                   |
| 31 | Vittoria  | 31-0     | Pierre Coetzer      | TKO  | 7 (12), 2:59 | 18 luglio 1992    | Paradise, Stati Uniti d'America      |                                                                   |
| 30 | Vittoria  | 30-0     | Everett Martin      | TKO  | 5 (10), 2:28 | 8 maggio 1992     | Winchester, Stati Uniti d'America    |                                                                   |
| 29 | Vittoria  | 29-0     | Conroy Nelson       | KO   | 1 (10), 1:16 | 7 aprile 1992     | Atlantic City, Stati Uniti d'America |                                                                   |
| 28 | Vittoria  | 28-0     | Elijah Tillery      | TKO  | 4 (10), 1:14 | 13 dicembre 1991  | Atlantic City, Stati Uniti d'America |                                                                   |
| 27 | Vittoria  | 27-0     | Elijah Tillery      | DQ   | 1 (12)       | 29 ottobre 1991   | Washington, Stati Uniti d'America    | Vince il titolo vacante WBC Continental Americas dei pesi massimi |
| 26 | Vittoria  | 26-0     | Bruce Seldon        | KO   | 1 (10), 1:48 | 9 agosto 1991     | Atlantic City, Stati Uniti d'America |                                                                   |
| 25 | Vittoria  | 25-0     | Philipp Brown       | TKO  | 3 (10), 2:47 | 23 luglio 1991    | Atlantic City, Stati Uniti d'America |                                                                   |
| 24 | Vittoria  | 24-0     | Rodolfo Marin       | KO   | 2 (10), 1:45 | 28 giugno 1991    | Paradise, Stati Uniti d'America      |                                                                   |
| 23 | Vittoria  | 23-0     | Tony Tubbs          | UD   | 10           | 20 aprile 1991    | Atlantic City, Stati Uniti d'America |                                                                   |
| 22 | Vittoria  | 22-0     | Tyrell Biggs        | TKO  | 8 (10), 2:17 | 2 marzo 1991      | Atlantic City, Stati Uniti d'America |                                                                   |
| 21 | Vittoria  | 21-0     | Tony Morrison       | KO   | 1, 2:20      | 14 dicembre 1990  | Kansas City, Stati Uniti d'America   |                                                                   |
| 20 | Vittoria  | 20-0     | Bert Cooper         | KO   | 2 (10), 3:09 | 25 ottobre 1990   | Paradise, Stati Uniti d'America      |                                                                   |
| 19 | Vittoria  | 19-0     | Pinklon Thomas      | RTD  | 8 (10), 3:00 | 7 settembre 1990  | Washington, Stati Uniti d'America    |                                                                   |
| 18 | Vittoria  | 18-0     | Art Tucker          | TKO  | 3 (10), 1:41 | 8 luglio 1990     | Atlantic City, Stati Uniti d'America |                                                                   |
| 17 | Vittoria  | 17-0     | Jesus Contreras     | KO   | 1 (10), 1:18 | 8 maggio 1990     | Atlantic City, Stati Uniti d'America |                                                                   |
| 16 | Vittoria  | 16-0     | Eddie Gonzales      | UD   | 8            | 14 aprile 1990    | Paradise, Stati Uniti d'America      |                                                                   |
| 15 | Vittoria  | 15-0     | Robert Colay        | TKO  | 2 (6), 0:49  | 1º aprile 1990    | Washington, Stati Uniti d'America    |                                                                   |
| 14 | Vittoria  | 14-0     | Mike Robinson       | TKO  | 3, 1:58      | 20 febbraio 1990  | Atlantic City, Stati Uniti d'America |                                                                   |
| 13 | Vittoria  | 13-0     | Charles Woolard     | TKO  | 2, 2:46      | 14 dicembre 1989  | Saint Joseph, Stati Uniti d'America  |                                                                   |
| 12 | Vittoria  | 12-0     | Art Card            | RTD  | 3 (8), 3:00  | 28 novembre 1989  | Buffalo, Stati Uniti d'America       |                                                                   |
| 11 | Vittoria  | 11-0     | Don Askew           | TKO  | 1, 2:21      | 18 novembre 1989  | Washington, Stati Uniti d'America    |                                                                   |
| 10 | Vittoria  | 10-0     | Garing Lane         | TKO  | 4 (6), 1:50  | 4 novembre 1989   | Atlantic City, Stati Uniti d'America |                                                                   |
| 9  | Vittoria  | 9-0      | Mike Acey           | TKO  | 1 (4), 2:26  | 19 ottobre 1989   | Atlantic City, Stati Uniti d'America |                                                                   |
| 8  | Vittoria  | 8-0      | Earl Lewis          | TKO  | 1 (6), 1:26  | 19 settembre 1989 | Jacksonville, Stati Uniti d'America  |                                                                   |
| 7  | Vittoria  | 7-0      | Anthony Hayes       | KO   | 1 (6), 1:21  | 15 settembre 1989 | New York, Stati Uniti d'America      |                                                                   |
| 6  | Vittoria  | 6-0      | Lee Moore           | KO   | 1 (6), 1:57  | 3 settembre 1989  | Pensacola, Stati Uniti d'America     |                                                                   |
| 5  | Vittoria  | 5-0      | Lorenzo Canady      | RTD  | 2 (6), 3:00  | 15 luglio 1989    | Atlantic City, Stati Uniti d'America |                                                                   |
| 4  | Vittoria  | 4-0      | Antonio Whiteside   | TKO  | 1 (6), 1:57  | 2 luglio 1989     | Fayetteville, Stati Uniti d'America  |                                                                   |
| 3  | Vittoria  | 3-0      | Garing Lane         | UD   | 4            | 9 maggio 1989     | Atlantic City, Stati Uniti d'America |                                                                   |
| 2  | Vittoria  | 2-0      | Tracy Thomas        | TKO  | 3 (4), 1:57  | 14 aprile 1989    | Atlantic City, Stati Uniti d'America |                                                                   |
| 1  | Vittoria  | 1-0      | Lionel Butler       | TKO  | 2 (4), 1:55  | 6 marzo 1989      | Reno, Stati Uniti d'America          |                                                                   |